# Tasmaanse mierenegel
De Tasmaanse mierenegel (Tachyglossus aculeatus setosus) is een ondersoort van de mierenegel, die endemisch voorkomt op Tasmanië. 
De ondersoort werd voor het eerst beschreven door Étienne Geoffroy Saint-Hilaire in 1803 als Echidna setosa, gebaseerd op twee exemplaren. Een daarvan werd op of bij Bruny Island gevonden. 